# سپاه دریایی خاندان موری

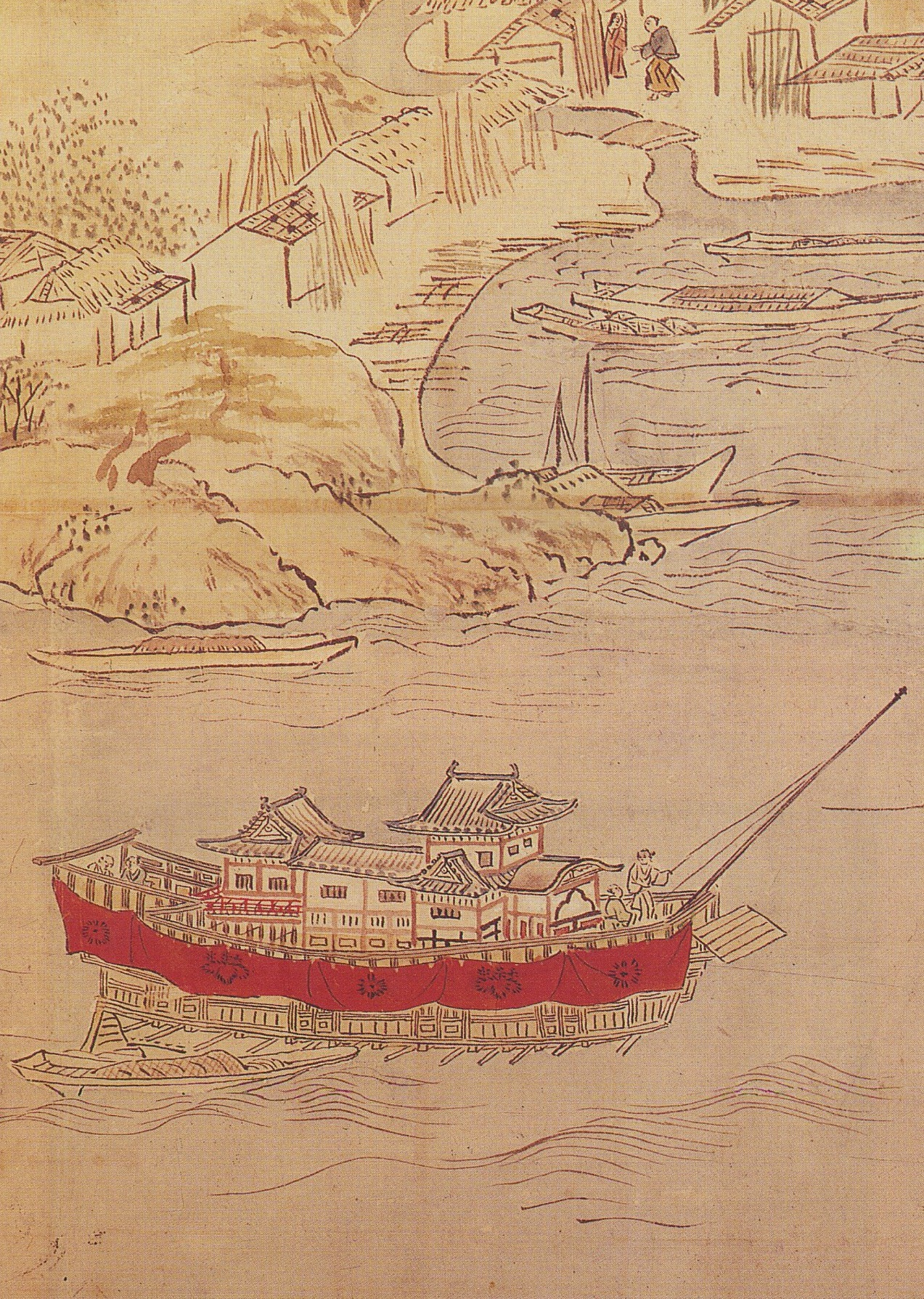
یک کشتی آتاکه‌بونه

سپاه دریایی خاندان موری (به ژاپنی: 毛利水軍) یک سوی گون (سپاه دریایی) تحت کنترل مستقیم خاندان موری و نوعی دزد دریایی در قرون وسطی در ژاپن بود که در دریای داخلی ستو فعالیت می‌کرد. موری موتوناری (۱۴۹۷–۱۵۷۱) سپاه دریایی خاندان موری را به وجود آورد.